# White Lies
White Lies – brytyjskie trio wykonujące muzykę z pogranicza rocka alternatywnego, pochodzące z Londynu w Anglii. Początkowo zespół występował pod nazwą „Fear of Flying”, a od 2007 roku występuje jako White Lies, z czym wiązała się też zmiana stylu grupy.
Grupę tworzą: wokalista i gitarzysta Harry McVeigh, basista Charles Cave i perkusista Jack Lawrence-Brown. Ich debiutancki album To Lose My Life..., wydany 19 stycznia 2009 roku, zadebiutował na pierwszym miejscu UK Albums Chart. Wydali następnie: Ritual (2011), Big TV (2013), Friends (2016), Five (2019) i As I Try Not to Fall Apart (2022).

## Historia

### Początki (2005–2007)
Zarówno Charles Cave, jak i Lawrence-Brown pochodzą z Pitshanger Village w północnym Ealing w Londynie. Po raz pierwszy razem zagrali na występie szkolnym w North Ealing Primary School. Harry McVeigh (z Shepherd’s Bush) dołączył do nich dwa lata później i wspólnie zaczęli występować pod nazwą Fear of Flying. Cave opisał grupę jako „weekendowy projekt”, który z czasem poprzedzał na koncertach takich artystów jak The Maccabees, Jamie T i Laury Marling. 
Jako Fear of Flying wydali nakładem niezależnej wytwórni płytowej Young and Lost Club dwa winylowe single z podwójną stroną A „Routemaster/Round Three” 7 sierpnia 2006 roku i „Three's a Crowd/Forget-Me-Nots” 6 grudnia 2006 roku. Oba wydawnictwa zostały wyprodukowanie przez znanego realizatora Blur i The Smiths Stephena Streeta. Zagrali również, na odbywającym się co roku Underage Festival w Anglii, 10 sierpnia 2007 roku.
Dwa tygodnie wcześniej członkowie grupy rozpoczęli naukę na uniwersytecie. W związku z tym zdecydowali się wziąć rok przerwy i stworzyć nowy materiał, z którego jednak grupa nie była zadowolona. Cave powiedział o tym okresie tak: „Nie mogliśmy napisać nic więcej niż pseudokomiczne wynurzenia, które nie obchodziły nawet nas samych”. Fear of Flying rozpadło się w październiku 2007 roku, czego wyrazem był komunikat napisany na ich stronie MySpace: „Fear of Flying is DEAD… White Lies is alive!”. 
Wraz z nazwą zmieniła się również stylistyka grupy. Zapytany o zmianę nazwy podczas wywiadu dla rozgłośni radiowej SF Station Lawrence-Brown powiedział: „My po prostu pomyśleliśmy tak: powinniśmy wykonywać nasze piosenki jako inna grupa. Mieliśmy utwory, które nie pasowały do stylistyki Fear of Flying a do White Lies pasują idealnie”.

### To Lose My Life…(2008–2009)

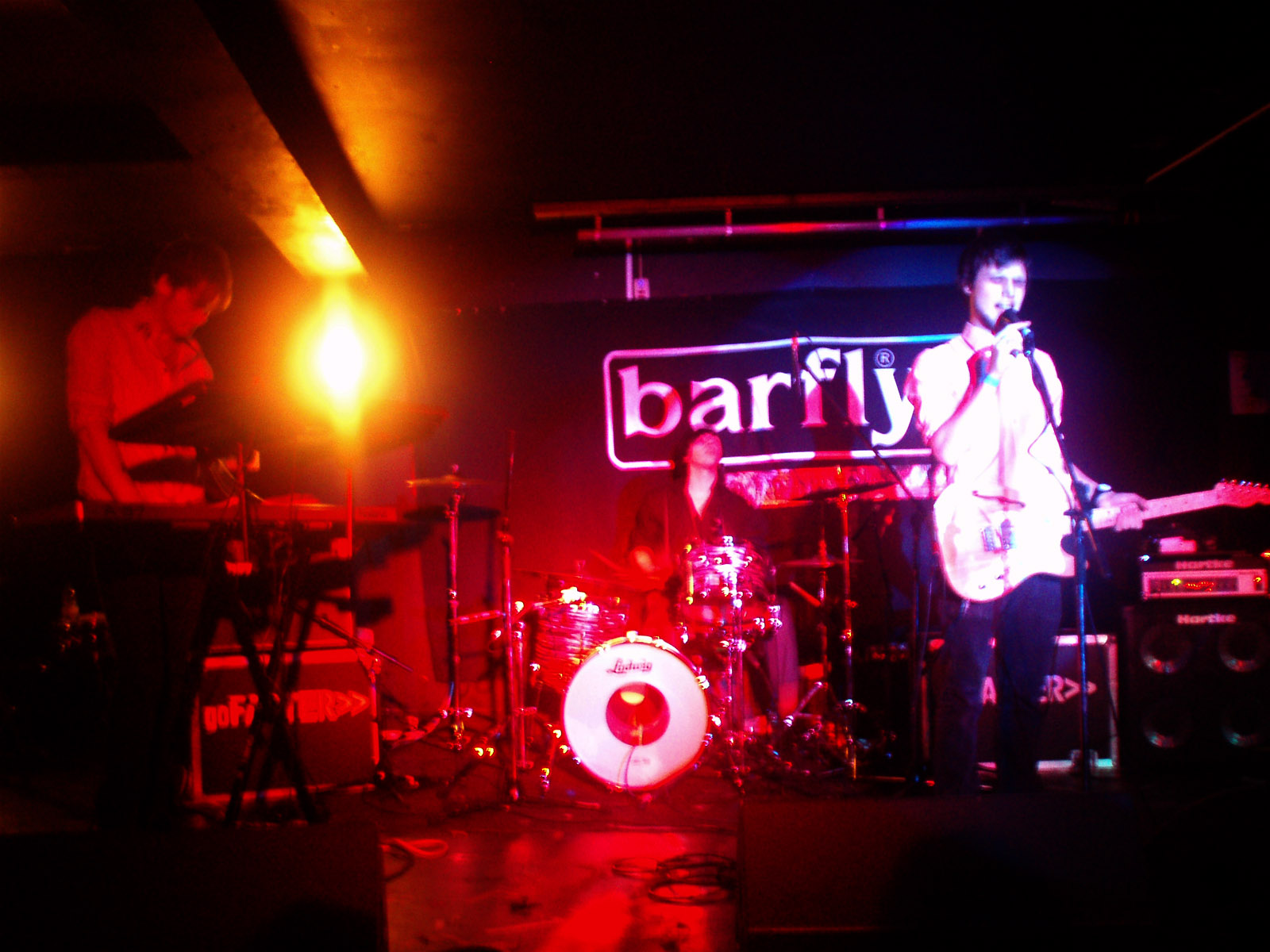
Zespół White Lies podczas koncertu w Brighton (2008)

Jako White Lies po raz pierwszy zagrali 27 lutego 2008 roku w londyńskim Hoxton Square. Do występu przygotowywali się ponad dwa miesiące. Wśród publiczności znaleźli się przedstawiciele wytwórni płytowych, dzięki którym otrzymali wiele propozycji kontraktów. Grupa zdecydowała się na Fiction Records. Pytani o swoją nazwę odpowiadają, że wybrali ją dlatego, że „niewinne kłamstwa są takie powszechne ale jednak trochę mroczne i to są określenia jakimi postrzegają siebie”. Prezenter BBC Radio 1 Zane Lowe 5 lutego 2008 roku singel „Death” określił „najgorętszym nagraniem na świecie”. Powiedział tak o tej piosence jeszcze przed jej oficjalnym wydaniem. 
Telewizyjny debiut White Lies miał miejsce podczas programu Later... with Jools Holland, 30 maja 2008 roku. Zagrali wtedy dwa single „Unfinished Business” oraz „Death”. Podczas ubiegłorocznych wakacji grupa wzięła udział w BBC Introducing podczas Radio 1's Big Weekend w Maidstone 11 maja 2008 roku. Znaczące dla ich kariery były występy na największych festiwalach muzycznych na czele z Oxegen, T in the Park czy Reading and Leeds Festivals. Ich pierwsza trasa koncertowa obejmowała 13 występów w Wielkiej Brytanii między wrześniem a październikiem 2008 roku.
Począwszy od maja 2008 roku zespół White Lies spędził dwa miesiące na sesji nagraniowej swojego debiutanckiego albumu, które miały miejsce w Londynie i Belgii. Zapisy z niej wstępnie nazwali To Lose My Life or Lose My Love. Tytuł zaczerpnięto z pierwszych słów utworu „To Lose My Life”. Określono również wstępnie datę ukazania się wydawnictwa na styczeń 2009 roku. 

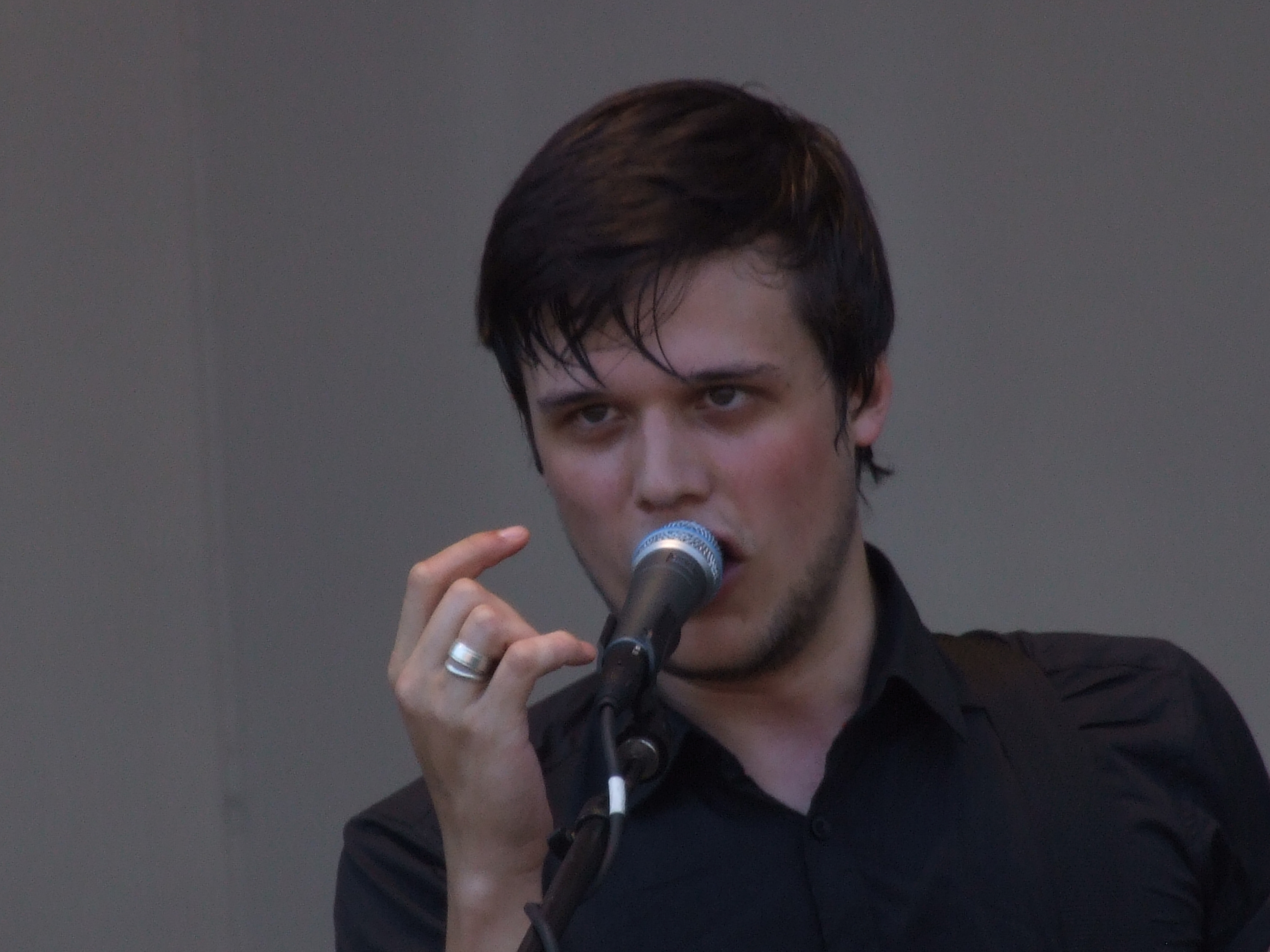
Wokalista Harry McVeigh podczas festiwalu Lollapalooza 2008

Przez październik 2009 roku grupa koncertowała podczas swojej małej trasy koncertowej w Stanach Zjednoczonych. Wystąpili między innymi na CMJ Music Festival między 23 a 24 październikiem wraz z takimi wykonawcami, jak Jay Reatard, Amazing Baby czy Violens. Następnie grupa ponownie udała się w trasę po Anglii, tym razem jako support Glasvegas. Pomiędzy listopadem a grudniem 2008 roku odbyło się 15 koncertów zespołu. 
Magazyn NME 29 października 2008 roku na swojej stronie internetowej oficjalnie ogłosił, że debiutancki album White Lies ukaże się pod skróconym tytułem To Lose My Life… i prawdopodobnie odbędzie się to 12 stycznia 2009 roku. Zespół zdecydował się, aby album promował wydany tydzień przed premierą płyty singel „To Lose My Life”, a teledysk do niego swoją premierę miał na stronie MySpace grupy 21 listopada 2008 roku.
11 listopada 2008 roku na łamach czasopisma NME ogłoszono, że White Lies wystąpi podczas NME Tours wraz z Friendly Fires, Florence and the Machine i Glasvegas. Ich trasa koncertowa, która rozpoczęła się na początku 2009 roku, obejmowała 17 miast Wielkiej Brytanii, a ostatni koncert w 2008 roku dali 3 grudnia podczas odbywającego się w Londynie festiwalu Winter Wonderland. Uczestniczyli również w organizowanym przez NME tzw. Big Gig (dużym występie) wraz z czterema innymi zespołami, 26 lutego 2009 roku. 
W 2009 roku zajęli drugie miejsce w organizowanym corocznie przez BBC plebiscycie Sound of…, w którym brytyjscy dziennikarze typują dziesiątkę debiutantów, którzy są najbardziej godni zauważenia. Ich piosenka „From the Stars” w grudniu 2008 roku stała się w sklepie iTunes, singlem tygodnia. W styczniu 2009 roku White Lies znalazł się na okładce brytyjskiego czasopisma The Fly, a także zajęli trzecie miejsce w kategorii „Critics' Choice” nagrody Brit Awards, zaraz za Florence and the Machine i Little Boots. Wraz z ukazaniem się płyty i singla, 14 stycznia 2009 roku zespół zagrał podczas Live Lounge dla programu prowadzonego przez Jo Whiley z BBC Radio 1. Zagrali wtedy „To Lose My Life” oraz cover Kanyego Westa „Love Lockdown”. Później tę piosenkę umieścili na stronie B singla „Farewell to the Fairground” wydanego 23 marca 2009 roku.
White Lies zadebiutowali swoją płytą To Lose My Life… na pierwszym miejscu zestawienia UK Album Chart. Podczas promocji albumu grupa wystąpiła m.in. podczas koncertu Shockwaves Album Chart Show 23 lutego 2009 roku i w programie Late Show with David Letterman. Występ w tym ostatnim programie był ich pierwszym telewizyjnym wystąpieniem emitowanym w Stanach Zjednoczonych. 
W 2009 roku zespół supportował Snow Patrol podczas ich trasy koncertowej po Wielkiej Brytanii i Irlandii, a także występował także jako główny wykonawca w Europie, Ameryce Północnej, Japonii i Wielkiej Brytanii. White Lies zagrali m.in. na festiwalach South by Southwest, Isle of Wight Festival, T in the Park, Oxegen, Festival Internacional de Benicàssim, Coachella i odbywającym się w Polsce Open’er Festival.

### Ritual(2009–2011)

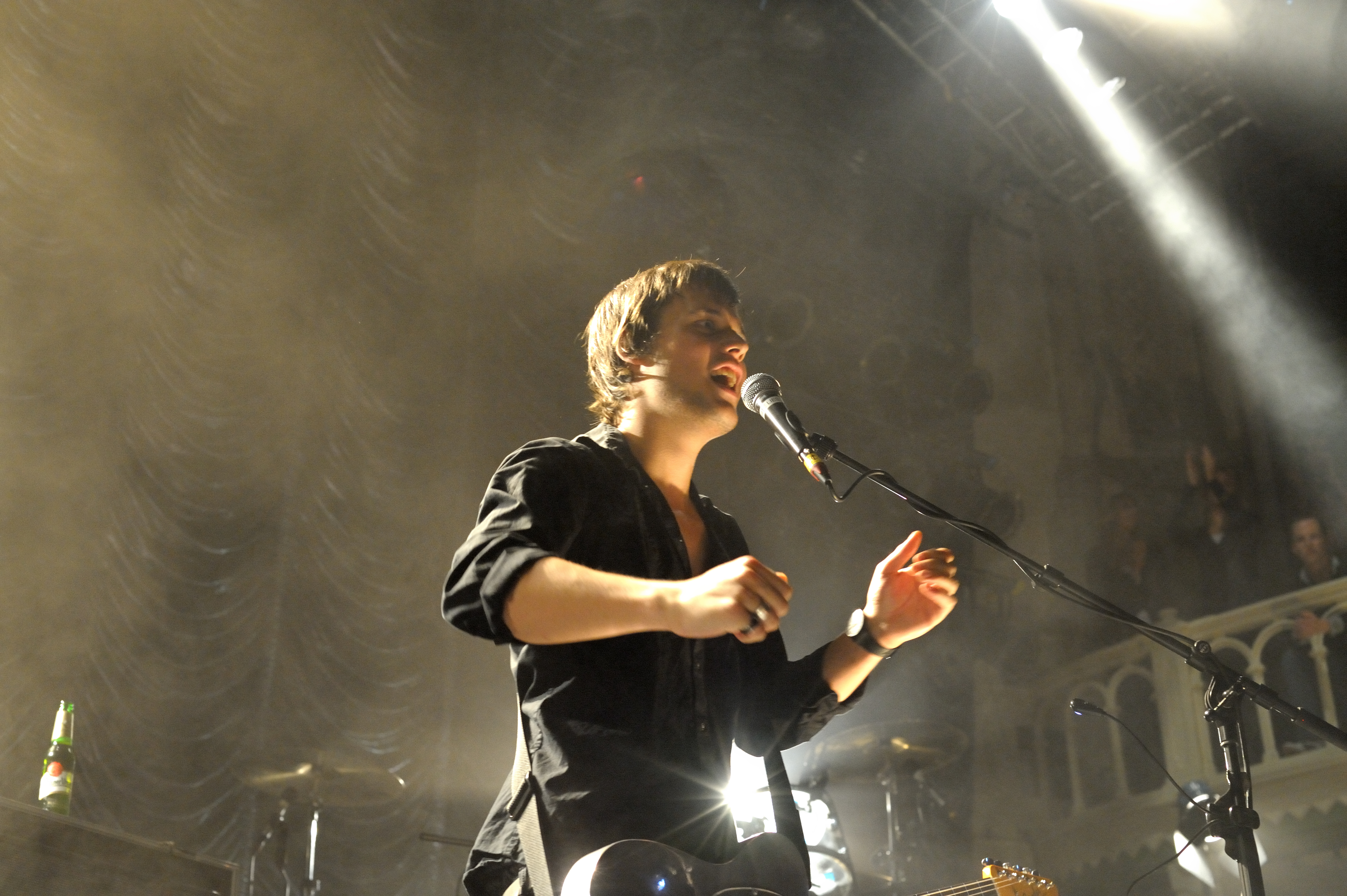
Harry McVeigh podczas koncertu grupy White Lies w Amsterdamie (2009)

We wrześniu 2009 roku zespół po raz pierwszy udostępnił utwór „Taxidermy” w formie cyfrowej do pobrania za pośrednictwem iTunes. Utwór ten wcześniej ukazał się jedynie na wydaniu winylowym singla „To Lose My Life”. W tym samym miesiącu zespół supportował trasę koncertową Kings of Leon po Stanach Zjednoczonych i Coldplay po Wielkiej Brytanii. Ponadto White Lies odbył trasę koncertową po Europie w październiku i listopadzie 2009 roku, w tym po Wielkiej Brytanii. Później odwołano kilka koncertów, ponieważ McVeigh zachorował podczas koncertu w Monachium w Niemczech. Po całkowitym powrocie do zdrowia przed rozpoczęciem koncertów w Wielkiej Brytanii trasa koncertowa przebiegała normalnie, a odwołane koncerty przełożono na luty 2010 roku.
13 lutego 2010 roku White Lies został pierwszym znanym artystą, który wystąpił w klubie muzycznym FAC251 w Manchesterze. Zespół zagrał tam ponownie 14 lutego, a występy te były jedynymi zaplanowanymi występami zespołu w roli głównej w 2010 roku. Bilety na oba koncerty wyprzedały się w ciągu kilku minut, a po 400 dostępnych biletów zgłosiło się 38 tysięcy osób. Ponadto w okresie od czerwca do września 2010 roku wspierali Muse podczas wielu koncertów na stadionach w Europie. W sierpniu 2010 roku zespół zagrał na scenie 4Music podczas V Festivalu, na którym wystąpili również tacy artyści jak Paloma Faith, The Temper Trap i David Guetta.
W listopadzie 2010 roku zespół White Lies potwierdził, że ich drugi album, Ritual, został ukończony i ukaże się 17 stycznia 2011 roku. Wyprodukowany przez Alana Mouldera pierwszy singel z albumu, „Bigger than Us”, został wydany 3 stycznia 2011 roku. Zapowiedziano także jedenastodniową trasę koncertową po Wielkiej Brytanii, która odbyła się w lutym 2011 roku.

### Big TV(2012–2015)

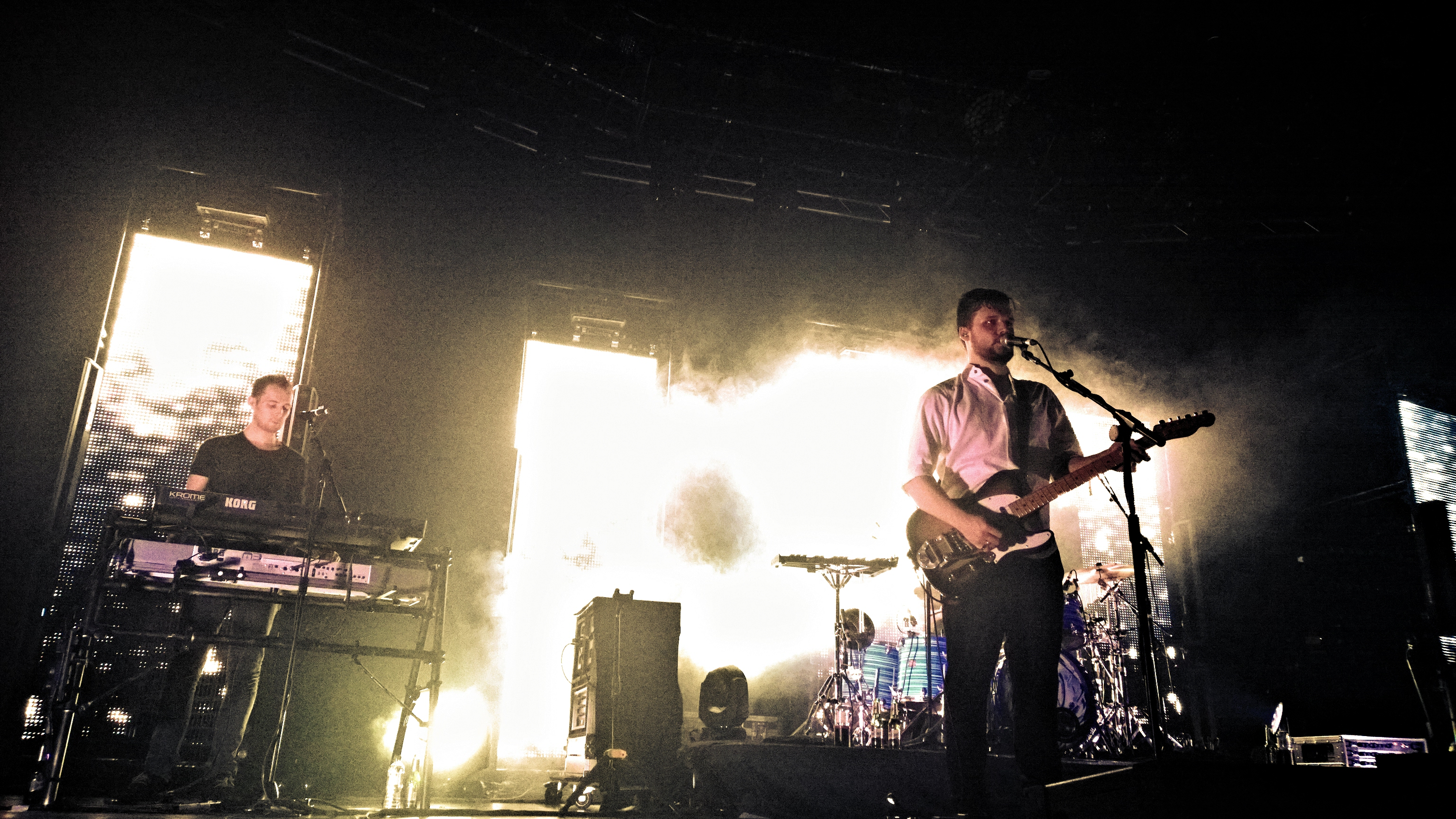
Koncert zespołu White Lies w londyńskim Roundhouse (2013)

W wywiadzie dla NME w styczniu 2013 roku Cave ujawnił, że trzeci album zespołu ma zostać wydany pod koniec lata, a jeden z utworów promujących płytę nosi tytuł „Getting Even”. 4 czerwca 2013 roku ogłoszono, że album, którego producentem został Ed Buller i który został nagrany wcześniej w tym samym roku, będzie nosił tytuł Big TV. Opublikowano również listę utworów z albumu, a piosenkę „Getting Even” udostępniono do darmowego pobrania. Pierwszy oficjalny singel z albumu, „There Goes Our Love Again”, został wydany 5 sierpnia 2013 roku, a album ukazał się w Wielkiej Brytanii i Europie tydzień później, 12 sierpnia 2013 roku nakładem Fiction Records. Płyta została wydana 20 sierpnia 2013 roku w Stanach Zjednoczonych (nakładem Harvest Records) oraz w Kanadzie (za pośrednictwem Universal Music).
W dniach 23-25 lipca 2013 roku zespół White Lies zagrał trzy kameralne koncerty w Hoxton Square Bar & Kitchen w Londynie, świętując 5. rocznicę pierwszego występu zespołu w tym samym miejscu. Każdej nocy grali utwory z Big TV i niektóre ze swoich wcześniejszych piosenek przed 300 fanami. Podczas letnio-jesiennej trasy koncertowej w 2013 roku zespół miał zaplanowane ponad trzydzieści koncertów w Europie i Ameryce Północnej, w tym dwukrotnie w Polsce: w Poznaniu i Warszawie. W sierpniu 2013 roku zadebiutowali na głównej scenie Reading and Leeds Festivals.
6 listopada 2013 roku zespół wydał limitowaną edycję EP-ki z okazji trasy koncertowej zatytułowaną Small TV. Pięcioutworowa EP-ka, wydana przez Fiction Records, ukazała się w nakładzie ograniczonym do tysiąca kopii. Znalazły się na niej covery utworów Lany Del Rey i Prince'a, a także nowe wersje ich własnych piosenek.

### FriendsiFive(2016–2019)

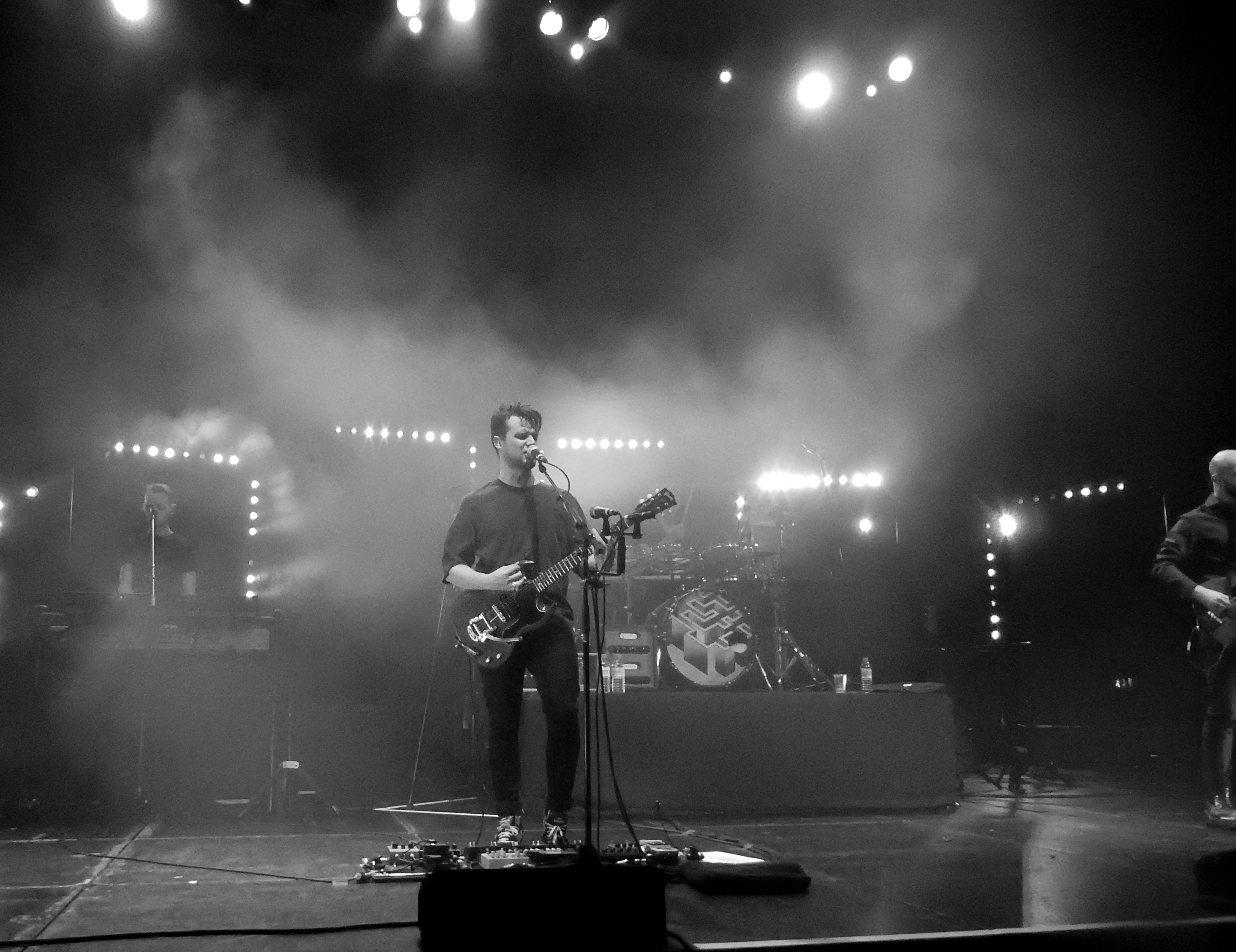
Koncert grupy White Lies w londyńskim klubie Troxy (2017)

Pod koniec czerwca 2016 roku zespół White Lies zapowiedział nowy album i trasę koncertową, a także udostępnił nowy singel „Take It Out On Me”. 2 sierpnia tego samego roku zaprezentowany został teledysk do utworu „Take It Out On Me”, który wyreżyserował David Pablos.
Płyta Friends ukazała się 7 października 2016 roku. Została ona samodzielnie wyprodukowana przez zespół, a nagrano ją w prywatnym studiu Bryana Ferry'ego w londyńskim Kensington. Cave powiedział, że głównym motywem albumu jest przyjaźń: „W ciągu ostatnich kilku lat zauważyliśmy, że sytuacje życiowe przyjaciół sprawiają, że podejmują oni duże decyzje – małżeństwa, dzieci, wyprowadzka z Londynu. Przyjaźnie zaczęły wydawać się dorosłe, a nasze postrzeganie czasu uległo zmianie”.
Po premierze albumu Friends wyruszył w długą trasę koncertową po Europie, która kończyła się ośmiokoncertowym występem w Wielkiej Brytanii. Wystąpili m.in. na festiwalach Live At Leeds 2017 i British Summer Time 2017 w londyńskim Hyde Parku.
1 lutego 2019 roku za pośrednictwem PIAS Recordings wydali swój piąty album studyjny o nazwie Five. Powstał on przy współudziale Eda Bullera i Alana Mouldera, a ponadto pracował nad nim się producent Flood i inżynier dźwięku James Brown. Pierwszy singel albumu, „Time To Give”, miał swoją premierę 17 września 2018 roku, a drugim był utwór „Believe It”, którego premiera odbyła się 24 października 2018 roku. Zespół opisał „Believe It” jako „opowieść o rodzajach terapii, widzianych z zmieniającej się perspektywy tych, którzy są nią zafascynowani, tych, którzy są wobec niej sceptyczni i tych, którzy chcą na niej zarobić”. Trzeci singel, „Finish Line”, ukazał się 5 grudnia 2018 roku.
Na początku 2019 roku White Lies wyruszył w trasę koncertową po Wielkiej Brytanii i kontynentalnej Europie, występując m.in. na belgijskim festiwalu Pukkelpop 2019.
25 września 2019 roku wydali kolejny już singel, „Hurt My Heart”. Został on nagrany w Los Angeles wraz z producentem Andrewem Wellsem. Miesiąc później, 25 października wydali specjalną, jubileuszową edycję debiutanckiej płyty To Lose My Life… z okazji 10. rocznicy jej wydania. Zawarto w niej B-side'y, niepublikowane wcześniej dema oraz inne materiały. Z tej też okazji, 6 grudnia 2019 roku wystąpili w londyńskim O2 Brixton Academy, gdzie w całości zagrał swój debiutancki album.

### As I Try Not to Fall Apart(od 2020)

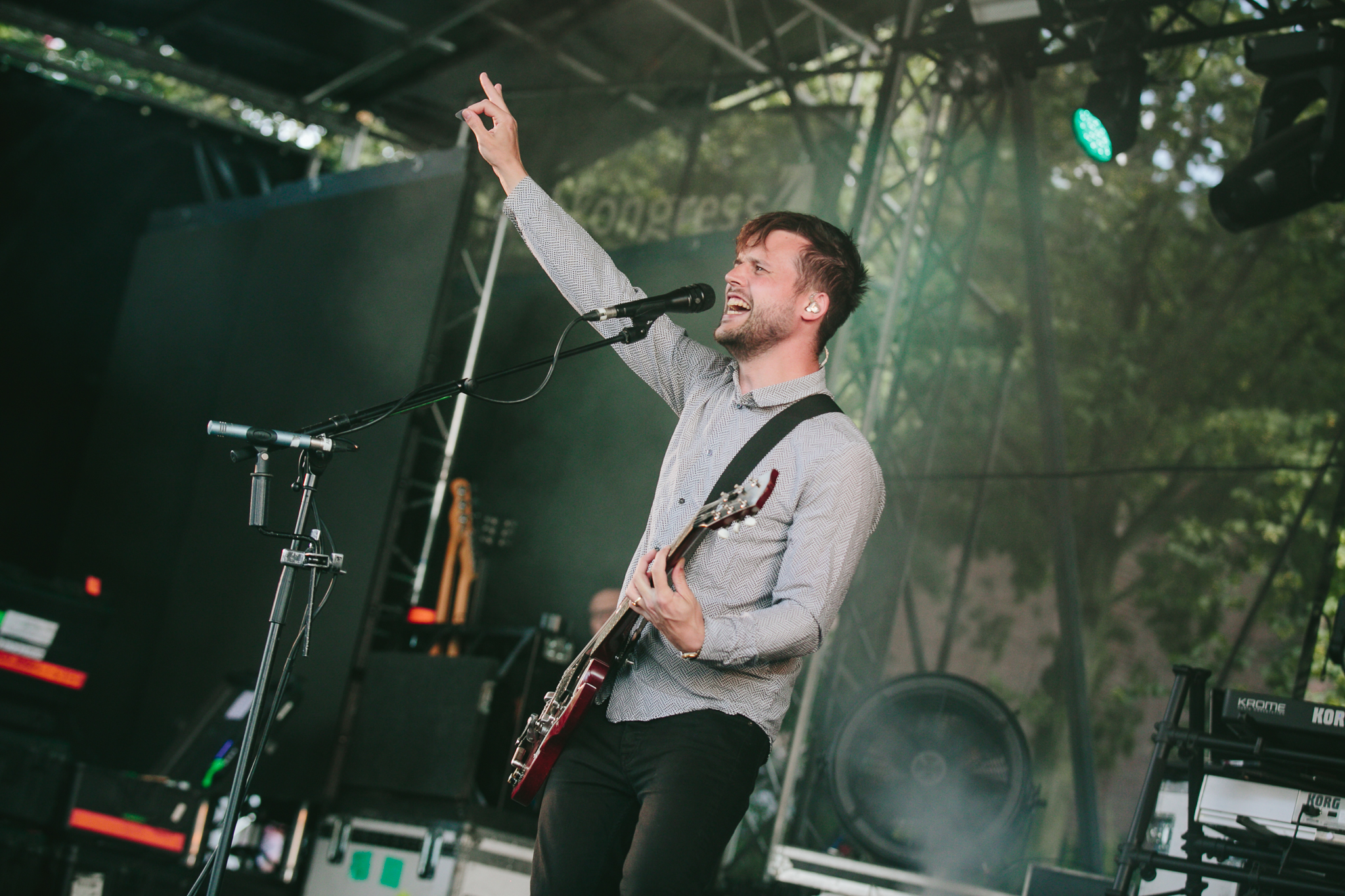
Harry McVeigh na koncercie White Lies w trakcie Amphi Festival 2019

Z powodu pandemii COVID-19 w 2020 roku zawiesili plany dotyczące promocji albumu Five. Skupili się na pisaniu i nagraniu kolejnego albumu wspólnie z Bullerem. 27 września 2021 roku zespół zapowiedział kolejny swój album studyjny, wydając tytułowy singel „As I Try Not To Fall Apart” wraz z teledyskiem wyreżyserowanym przez Jamesa Ardena. 1 grudnia premierę miał drugi singel „I Don’t Want To Go To Mars”, a w połowie stycznia 2022 roku „Am I Really Going To Die”, który został oparty na syntezatorach i był luźno inspirowany postacią Danny'ego Hustona z filmu Ivans Xtc i Davidem Bowiem z ery albumu Station to Station. 14 lutego 2022 roku ukazał się singel „Blue Drift”, o którym Cave mówił, że to „kolejny krok w stronę progresywnego rocka”. 
Płyta As I Try Not to Fall Apart swoją premierę miała 18 lutego 2022 roku. Została ona nagrana w studiach Sleeper i Assault & Battery w zachodnim Londynie wraz z wieloletnim współpracownikiem Edem Bullerem. W 2022 roku wyruszyli w trasę koncertową po Europie, gdzie m.in. wystąpili w warszawskiej Progresji 4 maja. Byli natomiast zmuszeni odwołać swój koncert w Paryżu 8 kwietnia po tym, jak ich sprzęt został zatrzymany na mocy obowiązującej wówczas ustawy o Brexicie.
14 września 2022 roku udostępnili utwór „Trouble In America” z bonusowej edycji swojego albumu As I Try Not to Fall Apart, która ukazała się 21 października tego samego roku. Płyta ta zawierała ona łącznie cztery wcześniej niepublikowane utwory.
W czerwcu i lipcu 2024 roku zagrali serię kameralnych koncertów w Holandii, Belgii i Wielkiej Brytanii, którymi uczczono 10. rocznicę istnienia płyt Ritual i Big TV.
21 maja 2025 roku udostępnili singel „Nothing On Me”. Muzycy o tej piosence napisali: „Ten utwór zaprasza do współczesnego umysłu White Lies. Jest nieco lekkomyślny, niezrównoważony, pełen konkurujących ze sobą pomysłów”. Wraz z premierą singla ogłosili trasę koncertową po Wielkiej Brytanii i kontynentalnej Europie w 2026 roku.

## Styl muzyczny
Jeszcze jako Fear of Flying wytwórnia Banquet Records opisała drugi singel grupy jako „całkiem taneczne indie”, natomiast The Guardian na swojej oficjalnej stronie nazwał grupę indiepopową. W wywiadzie dla BBC w 2008 roku członkowie zespołu przyznali, że największy wpływ na nich miał zespół Talking Heads. 
Mroczne dźwięki White Lies są często porównywalne do wykonawców takich jak m.in.: Editors, Arcade Fire, Joy Division, Interpol, The Killers, Echo & the Bunnymen, Tears for Fears czy The Teardrop Explodes. Również barwa głosu wokalisty często porównywana jest do takich wokalistów jak Ian Curtis czy Julian Cope.

## Skład

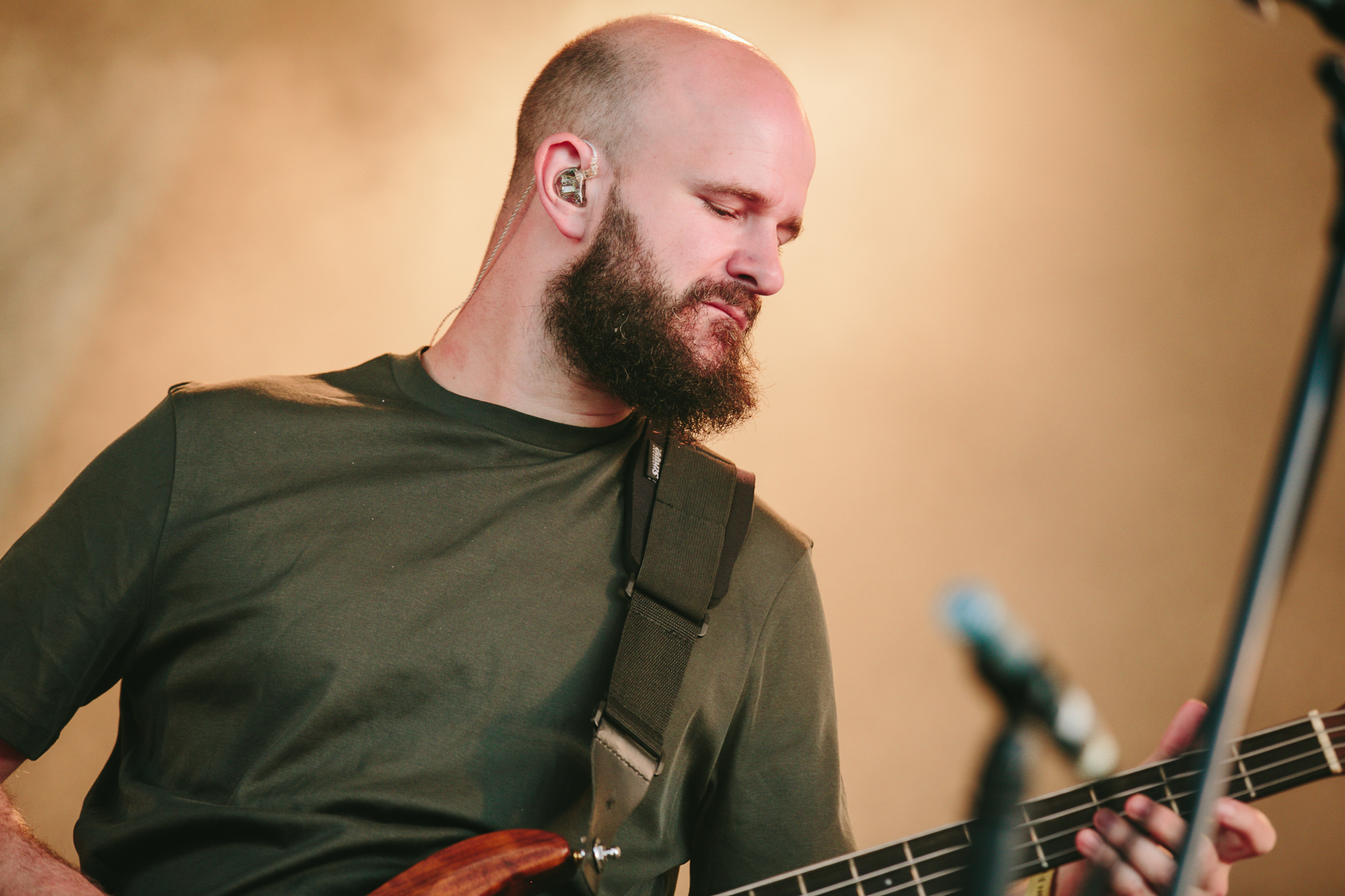
Charles Cave (2019)

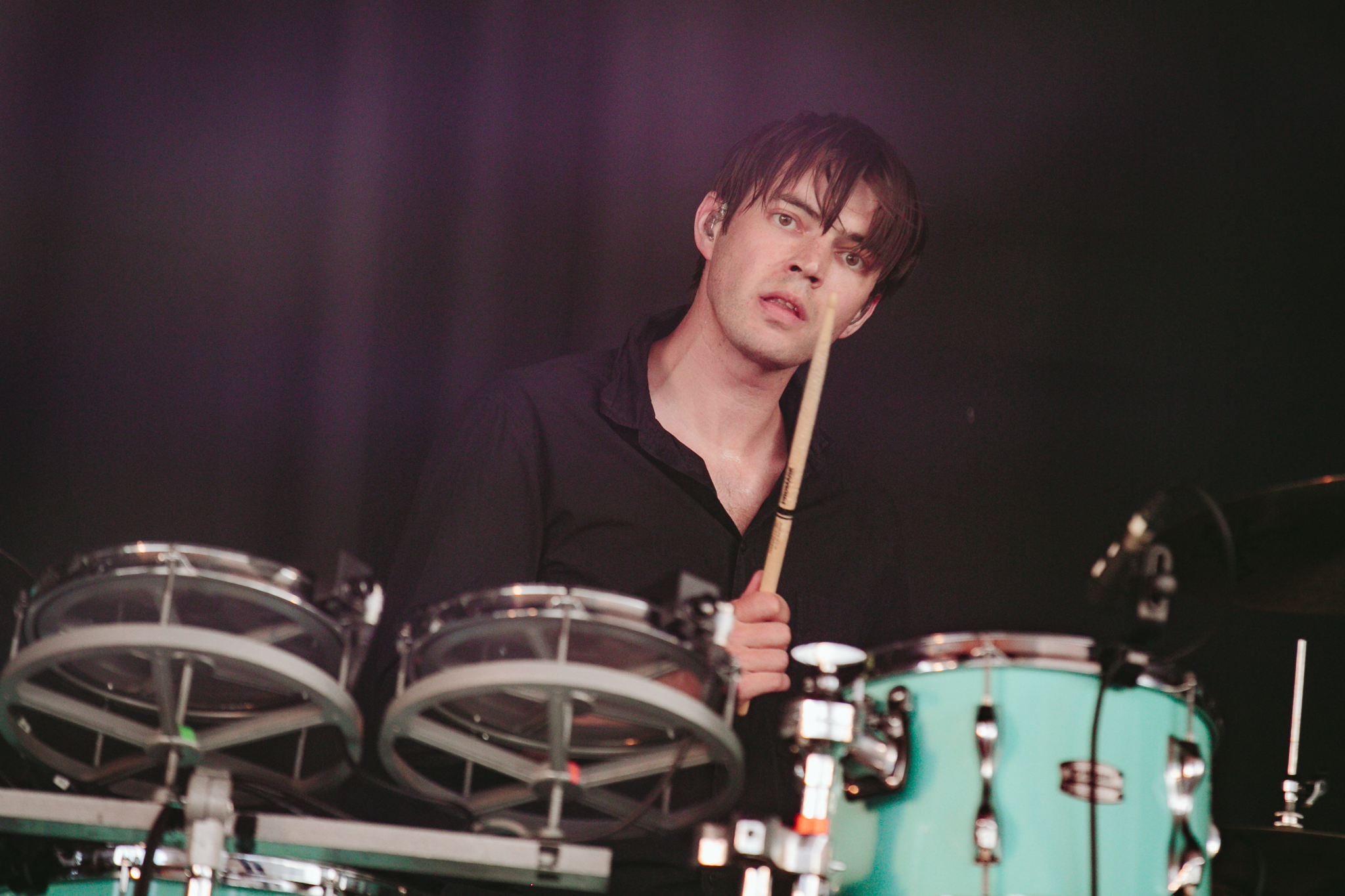
Jack Lawrence-Brown (2019)

- Harry McVeigh – wokal, gitara (od 2007)[2]
- Charles Cave – gitara basowa (od 2007)[2]
- Jack Lawrence-Brown – perkusja (od 2007)[2]

## Dyskografia
- To Lose My Life... (2009)
- Ritual (2011)
- Big TV (2013)
- Friends(inne języki) (2016)
- Five(inne języki) (2019)
- As I Try Not to Fall Apart(inne języki) (2022)

## Nagrody i wyróżnienia
| Rok  | Nagroda                 | Kategoria                 | Nominowany / dzieło | Rezultat  | Źr.     |
| ---- | ----------------------- | ------------------------- | ------------------- | --------- | ------- |
| 2009 | Brit Awards             | Critics' Choice Award     | White Lies          | Nominacja | [ 112 ] |
| 2010 | Eska Music Award        | Rockowy Zespół Roku Świat | White Lies          | Wygrana   | [ 113 ] |
| 2009 | MOJO Awards             | Best Breakthrough Act     | White Lies          | Wygrana   | [ 114 ] |
| 2009 | MTV Europe Music Awards | Best Push Artist          | White Lies          | Nominacja | [ 115 ] |
| 2009 | NME Awards              | Best New Band             | White Lies          | Nominacja | [ 116 ] |
| 2009 | Q Awards                | Best New Band             | White Lies          | Wygrana   | [ 117 ] |